# 女剣士アカネ
『女剣士アカネ』（おんなけんしアカネ）は、サイバーフロントより2012年12月26日にニンテンドーeショップにて配信されたニンテンドー3DS用ゲームソフト。2014年1月31日、配信終了。
UFO Interactive Gamesが開発した『SAMURAI SWORD DESTINY』の日本ローカライズ作品。

## 概要
剣士アカネを操作し敵を倒す横スクロールアクションゲーム。
モードはストーリーモードのほかにも、制限時間をクリアする"サバイバルモード"や、"チャレンジモード"がある。いずれのモードもクリアすると賞金が手に入り、アカネの強化に役立てることができる。

## あらすじ
女剣士アカネは兄・テツオを探して旅をしていた。やっと兄の手がかりをつかんだ矢先、風魔一族が彼女の行く手を遮った。
果たして、彼女は兄に会えるのだろうか。

## 登場人物
アカネ
主人公の剣士。行方不明の兄を探し旅を続けている。